# Guetos judeus na Europa
O termo gueto originou-se da designação italiana para o bairro judaico de Veneza, que foi criado em 1516 pelas autoridades venezianas para obrigar os judeus da cidade a lá viverem. Durante os séculos XVI e XVII, diversas autoridades, desde aquelas ao nível municipal até o sacro-imperador Carlos V, ordenaram a criação de outros guetos para colocar os judeus nas cidades de Frankfurt, Roma, Praga e várias outras.
Durante a Segunda Guerra Mundial, os guetos eram regiões urbanas, em geral cercadas, onde os alemães concentravam a população judaica local, muitas vezes de outras regiões, e a forçava a viver sob condições miseráveis. Os guetos isolavam os judeus, separando-os não só das comunidades envolventes, mas também de outros grupos judaicos. Os alemães estabeleceram pelo menos 1 000 guetos na Polônia e na União Soviética. As autoridades alemãs de ocupação estabeleceram o primeiro gueto na Polônia em Piotrków Trybunalski, no mês de outubro de 1939.

## História
Os alemães consideravam o estabelecimento dos guetos como uma medida provisória de controle e segregação dos judeus enquanto a liderança nazista em Berlim discutia as opções de como concretizar a remoção daquela população. Em muitos lugares o isolamento dos guetos durou relativamente pouco tempo: alguns existiram por poucos dias, outros alguns meses ou anos. Com a implementação da "Solução Final", ou seja, o plano de extermínio de todos os judeus da Europa, iniciado no final de 1941, os alemães foram sistematicamente destruindo os guetos: os alemães e seus colaboradores locais fuzilavam os judeus nas proximidades dos guetos, junto a grandes valas onde caíam os corpos, ou os deportavam, normalmente em trens, para os campos de extermínio onde seriam assassinados. As SS e autoridades da polícia alemã deportaram uma minoria de judeus dos guetos para campos de trabalho forçado ou de concentração.
Havia três tipos de guetos: os guetos fechados, os guetos abertos, e os guetos de destruição.
O maior gueto da Polônia era o de Varsóvia, onde mais de 400 000 judeus foram amontoados em uma pequena área de cerca de 2 quilômetros quadrados. Outros guetos importantes foram estabelecidos nas cidades de Lodz, Cracóvia, Bialystok, Lvov, Lublin, Vilna, Kovno, Częstochowa, e em Minsk. Dezenas de milhares de judeus da Europa ocidental também foram deportados para guetos no leste europeu.
Os alemães exigiam que os judeus dos guetos usassem crachás ou tarjas nos braços para facilitar sua identificação, e também que executassem trabalhos forçados para o Reich alemão. O cotidiano dos guetos era administrado por um conselho judaico, o Judenrat, cujos membros eram escolhido pelos nazistas. A força policial dos guetos reforçava as ordens das autoridades alemãs e dos conselhos judaicos, incluindo a facilitação de deportações para campos de extermínio. A criação de autoridades policiais judaicas e dos conselhos judaicos servia para atender os caprichos das autoridades alemãs, que não hesitavam em matá-los quando achavam que suas ordens não tinham sido cumpridas.
Os judeus reagiram às restrições da vida nos guetos com uma série de tentativas de resistência. Os residentes frequentemente se engajavam nas chamadas “atividades ilegais”, tais como contrabando de alimentos, medicamentos, armas ou informações obtidas do outro lado dos muros que os isolavam, normalmente sem o conhecimento ou aprovação dos conselhos judaicos, embora alguns deles tolerassem ou encorajassem o comércio ilegal pois aqueles bens eram necessários para a sobrevivência dos moradores dos guetos. A despeito do fato de que os alemães parecessem dar pouca importância à realização de cultos religiosos, eventos culturais e reuniões de movimentos juvenis que ocorressem dentro dos guetos, ao menor sinal de "ameaça à segurança", em quaisquer destas ocasiões, eles imediatamente encarceravam ou matavam os líderes e participantes das mesmas. Eles proibiam, sem exceção, qualquer forma de ensino formal ou informal.

## Europa
Em alguns guetos, os membros dos movimentos de resistência protagonizaram revoltas armadas. A maior delas foi a revolta do gueto de Varsóvia, no início de 1943. Revoltas violentas também ocorreram em Vilna, Bialystok, Czestochowa, e em alguns outros guetos menores. Em agosto de 1944, a polícia e as SS alemãs destruíram o que restava do último grande gueto, o de Lodz.
Na Hungria, o isolamento em guetos só teve começo em 1944, após a invasão do país pelos alemães. Em menos de três meses a policia húngara, auxiliada por alemães especialistas em deportação, do Escritório Principal de Segurança do Reich (Reichssicherheitshauptamt HA), concentraram cerca de 440 000 judeus que viviam naquele país, exceto os da capital Budapeste, em "guetos de destruição a curto-prazo” e os deportaram sob a custódia alemã através das fronteiras húngaras. A maioria foi deportada para o campo de extermínio de Auschwitz-Birkenau. Em Budapeste, as autoridades húngaras determinaram que os judeus passassem a viver confinados em casas marcadas, conhecidas como Casas da Estrela de David. Algumas semanas após os líderes do movimento fascista Cruz Flechada haverem tomado o poder, em golpe orquestrado pela Alemanha, no dia 15 de outubro de 1944 o regime estabeleceu oficialmente um gueto em Budapeste, no qual cerca de 63 000 judeus passaram a viver em uma área que media pouco mais de ¼ de quilômetro quadrado. Os cerca de 25 000 judeus que possuíam documentos que os colocavam sob a proteção de países neutros foram confinados em um "gueto internacional", em outro local. Em janeiro de 1945 as forças soviéticas localizaram e liberaram a parte de Budapeste onde estavam estes dois guetos, libertando cerca de 90 000 judeus ali residindo.
Durante o Holocausto, os guetos eram uma etapa fundamental no processo nazista de controle, desumanização, e extermínio em massa dos judeus.